# Plessis-Barbuise
Plessis-Barbuise település Franciaországban, Aube megyében. Lakosainak száma 183 fő (2022. január 1.). Plessis-Barbuise Barbuise, Villenauxe-la-Grande, La Villeneuve-au-Châtelot és Montgenost községekkel határos.

## Népesség
A település népessége az elmúlt években az alábbi módon változott:
| Lakosok száma | 116  | 100  | 94   | 143  | 168  | 189  | 202  | 187  | 180  | 183  |
|               | 1968 | 1982 | 1990 | 2006 | 2013 | 2015 | 2017 | 2019 | 2020 | 2022 |